# Dindon de Narragansett
Le dindon de Narragansett (en anglais : Narragansett turkey) est une race de dindon domestique originaire des États-Unis, descendant de croisements entre dindons sauvages et dindons domestiques issus de Meleagris gallopavo silvestris. Selon l'American Livestock Breeds Conservancy, le dindon de Narragansett est une variété ancienne unique en Amérique du Nord. Elle doit son nom à la baie de Narragansett, en Nouvelle-Angleterre. Le dindon de Narragansett est pratiquement inconnu en Europe où il n'a jamais été élevé commercialement , cependant il figure parmi les races reconnues par le British Poultry Standard.

## Histoire
Cette race n'a jamais été aussi répandue en Amérique du Nord que ne l'a été le dindon bronzé; mais elle était tout de même fréquente dans les fermes de Nouvelle-Angleterre et ailleurs dans le pays où elle était élevée pour sa chair. Dans les années 1870, des troupeaux de dindons de Narragansett comptant deux cents oiseaux étaient fréquents. Le dindon de Narragansett était réputé pour se nourrir de criquets, de sauterelles et d'autres insectes avec peu d'aliments complémentaires. Cette race se rencontrait le plus souvent dans le Rhode Island et le Connecticut sur la côte Ouest, mais elle s'est répandue aussi dans le Midwest. Elle est reconnue par l'American Poultry Association en 1874.
Au début du XXe siècle, la popularité du dindon bronzé se fait de plus en plus importante et le dindon de Narragansett est délaissé, jusqu'à ce qu'au tournant du XXe siècle et du XXIe siècle une niche de marché soit établie pour des consommateurs attirés par ses « aptitudes biologiques, sa survivabilité et sa saveur supérieure ».

## Description
Le dindon de Narragansett présente un plumage aux plumes noires, grises, brunes et blanches. Il ressemble au dindon bronzé, mais au lieu de couleurs bronze ou cuivrées caractéristiques, le dindon de Narragansett montre des plumes grises ou noir mat. Il peut aussi avoir des barres de plumes blanches sur les ailes à cause d'une mutation génétique. Sa barbe est noire, son bec couleur corne. Il a la tête et le cou déplumés avec des caroncules du rouge au blanc bleuâtre.
Cette race est prisée pour son tempérament, combinant docilité et aptitudes maternelles, ainsi que pour sa précocité. La dinde est une bonne pondeuse. Ce dindon préfère l'élevage en liberté, mais il ne s'éloigne jamais trop de son abri. Cette race est améliorée depuis des générations grâce à une sélection rigoureuse. Sa chair est excellente. Un jeune dindon adulte pèse en moyenne de 10  à   13 kg (parfois 15 kg), la dinde de 5,5  à   7 kg. Il peut courir rapidement et vole plutôt bien ; il aime se percher pour passer la nuit.